# Can Montmany (Sant Cugat del Vallès)
Can Montmany és un una masia del municipi de Sant Cugat del Vallès, a prop del nucli de Valldoreix (Vallès Occidental) que forma part de l'Inventari del Patrimoni Arquitectònic de Catalunya. Està formada per diverses edificacions. L'edifici principal és de planta rectangular i té planta baixa i pis i golfes. Predomina un cos central que sobresurt i que és simètric a l'eix transversal. La seva estructura de torratxa formada per tres pisos és coronada per un cos que s'alça en forma de pinacle. La torratxa és decorada amb balustrada i té un rellotge de sol inscrit. Cal destacar la balconada que surt del nivell de la façana principal i que és sostinguda per mènsules de ferro forjat. La teulada té un ràfec que és sostingut per tornapuntes de fusta. En un dels edificis situats davant del principal destaca una torre de defensa.

## Història
Fou una de les masies més importants de la comarca durant els segles xviii i xix. El 1850 es coneixia pels seus vins de gran qualitat. El 1884 Francesc Oliver-Monmany i Coll va fer reconstruir el vell edifici. Se sap per un document que els Monmany van habitar-hi des de 1726. El 1735 es troba un nomenament de Batlle de la Quadra d'en Canals a favor de Joan Oliver Monmany. El 1971 el territori Monmany comprenia tres masos: Monmany, Mas Roig i Mas Cañelles.

## Can Montmany al s.XXI
L'any 2009, l'activitat agrícola es repren a la finca de Can Monmany a través de L'Ortiga, un projecte d'agricultura ecològica sensible amb la recuperació del patrimoni agrari local.